# Ґрадкі
Ґрадкі (пол. Gradki, нім. Gradtken) — село в Польщі, у гміні Дивіти Ольштинського повіту Вармінсько-Мазурського воєводства.
Населення — 204 особи (2011).

## Демографія
Демографічна структура станом на 31 березня 2011 року:
|          | Загалом | Допрацездатний вік | Працездатний вік | Постпрацездатний вік |
| -------- | ------- | ------------------ | ---------------- | -------------------- |
| Чоловіки | 93      | 19                 | 73               | 1                    |
| Жінки    | 111     | 26                 | 67               | 18                   |
| Разом    | 204     | 45                 | 140              | 19                   |